# トルニャック
トルニャック（Tornjak）とは、ボスニア・ヘルツェゴビナ原産の原産の護畜犬種である。

## 歴史
本種の最古の記録は1062年に残されており、それ以前から犬種として存在していたと考えられている。本種の先祖はチベタン・マスティフで、それに土着の犬種や狼の血を加える事で誕生したと考えられている。本種は主に護畜犬として使われている。護畜犬として育成する際の訓練は他の護畜犬種と同じで、羊を家族と認識させるために仔犬の頃から羊と共に野外で飼育を行い、行動を共にさせる事によって育成する。つまり護畜犬は「家族を守りたい」という愛着と防衛心を特に強くすることによって、家族に迫る外部の敵を追い払ったり倒したりする事が出来るようになるのである。昼間だけでなく夜間も警戒心を怠る事無く羊を守り、羊を襲う狼や熊がいれば命を懸けて戦う。中には9頭の狼の群れに1頭で立ち向かい、死闘の末に全てを撃退したという勇敢なトルニャックの英雄伝も残されている。ちなみに、このトルニャックは戦いの後、羊に囲まれて息を引き取ったといわれている。
護畜犬としても優秀な犬種であるが、家屋や倉庫の見張りにも使われ、番犬としても重宝されている。
もとから希少な犬種のため、羊飼いによって大切に飼育されていたため2度の世界大戦や旧ユーゴスラビア紛争を乗り越えて生き残ることが出来た。然し現在でもその頭数は非常に少なく、原産地外に輸出されたものを含めても1996年の時点での総頭数は200頭ほどしか存在していなかった。だが年々原産国内外で人気が高まりつつあり、原産地ではほとんどが実用犬として飼育されているが、近年はショードッグやペットとしても飼育されるものも増えてきている。又、同年にトルニャックの記念切手も発行され、原産国外での知名度も上昇した。現段階ではまだまだ知名度の低い犬種であるが、愛好家の努力が実り2007年にFCIに暫定公認犬種として登録された。

## 特徴
がっしりとした体格でマズルは短い。長めの折れ耳、ふさふさした垂れ尾だが尾は3分の2の長さに断尾する事もある。元気に活動している時はこの尾がまっすぐに高く掲げられる。コートはふわふわしたロングコートで、毛色はホワイト地にレットなどの斑があるもの。体高60～70cm、体重35～45kgの大型犬で、性格は明るくとても忠実だが、プライドと警戒心が高く頑固な一面もある。運動量は多めで、室内よりも室外にいることを好む犬種である。かかりやすい病気は大型犬でありがちな股関節形成不全である。